# Herrarnas fyra utan styrman i rodd vid olympiska sommarspelen 1988
Herrarnas tvåa utan styrman i rodd vid olympiska sommarspelen 1988 avgjordes mellan den 20 och 25 september 1988.

## Medaljörer
| Gren              | Guld                                                                | Silver                                                             | Brons                                                                |
| Fyra utan styrman | Östtyskland Roland Schröder Ralf Brudel Olaf Förster Thomas Greiner | USA Raoul Rodriguez Thomas Bohrer Richard Kennelly David Krmpotich | Västtyskland Guido Grabow Volker Grabow Norbert Keßlau Jörg Puttlitz |

## Resultat

### Final
| Placering | Roddare                                                              | Land           | Tid      |
| --------- | -------------------------------------------------------------------- | -------------- | -------- |
| 1         | Roland Schröder, Ralf Brudel, Olaf Förster och Thomas Greiner        | Östtyskland    | 6:03,11  |
| 2         | Raoul Rodriguez, Thomas Bohrer, Richard Kennelly och David Krmpotich | USA            | 6:05,53  |
| 3         | Guido Grabow, Volker Grabow, Norbert Keßlau och Jörg Puttlitz        | Västtyskland   | 6:06,22  |
| 4         | Mark Buckingham, Stephen Peel, Simon Berrisford och Peter Mulkerrins | Storbritannien | 6:06,74  |
| 5         | Sergio Caropreso, Carlo Gaddi, Pasquale Marigliano och Valter Molea  | Italien        | 6:09,55  |
| 6         | Ivan Vysotskij, Sergej Smirnov, Jury Pimenov och Nikolaj Pimenov     | Sovjetunionen  | 11:03,77 |